# Anshe Chung
Anshe Chung és un avatar (personalitat en línia) d'Ailin Graef al món virtual Second Life. Referida com la Rockefeller de Second Life per un periodista de la CNN, Graef ha construït un negoci en línia que comporta el desenvolupament i explotació de terres virtuals, objectes i monedes, i ha estat presentada en un número de revistes prominents com Business Week, Fortune i Red Herring.

## Història
Segons Chung, ja va crear fortunes de moneda virtual en altres MMORPGs com Asheron's Call i Shadowbane, però mai les havia intercambiat per monedes reals. Això canvià quan va entrar a Second Life, on la moneda del joc, els Dòlars Linden (L$), poden ser oficialment intercanviats per diners reals.
En un inici, prèviament a la fundació del negoci que la va fer famosa, la intenció d'Anshe Chung era utilitzar els seus guanys virtuals a Second Life per apadrinar un nen en un país subdesenvolupat del món real. Amb els seus primers Dòlars Linden va poder apadrinar un nen de les Filipines amb el nom de Geo a través d'una organització cristiana alemana. Va reunir fons a través d'esdeveniment hosting, escorting, ensenyament i disseny de moda.

## Negoci
Segons Chung, al juny de 2004 va començar a crear i vendre animacions customitzades, utilitzant els guanys per comprar i desenvolupar terres virtuals. Això es considera el començament del seu negoci ja que per primer cop va reinvertir els seus fons en comptes de donar-los. Chung Actualment posseeix milers de servidors de terra, la majoria dels quals son venuts o llogats a altres usuaris com a part de les seves àrees 'Dreamland'. Dins d'aquestes existeixen regles de zonificació; la majoria de terra a Second Life no está zonificada existint múltiples models de negoci empresarial i immobiliari en àrees adjacents. Philip Rosedale, el CEO anterior de Linden Lab – l'empresa productora de Second Life – ha referit a Anshe com "el govern" referintse a la funció que exerceix en les seves regions.
Segons James Cook de Linden Lab, "Anshe afegeix un valor significatiu a Second Life".
Al febrer de 2006 "Anshe Chung Estudis, Ltd." va ser legalment incorporat a Hubei, Xina.
Al novembre de 2006 Chung va anunciar que havia "esdevingut la primera personalitat en línia en aconseguir un valor net que supera el milió de dòlars americans dels beneficis enterament guanyats dins un món virtual".
El negoci d'Anshe Chung empra més de 80 persones a temps complet, la majoria d'ells programadors i artistes. Compta amb diverses empreses Fortune 100 entre els seus clients així com organitzacions d'alt perfil com el govern de Baden-Wuerttemberg i LifeChurch.tv.
El gener de 2007 Anshe Chung Studios va rebre capital d'inversió capital de Samwer Brothers, adquirint participacions a borsa d'Anshe Chung Studios. Al setembre de 2007 Gladwyne Partners, qui anteriorment hi havia finançat l'Electric Sheep Company, també va adquirir participacions a borsa.
Des de 2006 l'empresa ha estat activa a IMVU, un xat 3D per avatars. Des de llavors ha estat operant el canvi de moneda i negoci de creació de contingut més grans per la plataforma, sent la meitat dels 100 productes més venuts a IMVU originats a la seva empresa a Wuhan, mentres una quantitat considerable dels venedors restants es diu que son persones qentrenades a la seva empresa. Durant la col·laboració d'Anshe Chung amb IMVU, el servei ha augmentat un 50%, superant Second Life a finals del 2007.

## Nova Campiona de l'Economia Mundial
El 2007, Anshe Chung Stuios va ser escollit com a "Nou Campió de l'Economia Mundial" pel Fòrum Econòmic Mundial, descrivint l'empresa com un negoci amb un impacte tècnic o econòmic important i amb el potencial d'esdevenir una empresa de Fortune 500 e els pròxims 5 anys.
Del 2005 el gener de 2009, Anshe Chung també posseïa una participació del 30% a Virtuatrade, una empresaamb seu a Pennsilvània operant el web XStreetSL.com, una pàgina web similar a eBay però especialitzada en objectes de Second Life. L'empresa va ser finalment venuda a Linden Lab. XStreetSL ha esdevingut una part integral de Second Life i es coneix també com el "Mercat de Second Life".
El juliol de 2008, un portal nou anomenat AnsheX va esdevenir disponible, operat per la seva empresa a Wuhan. El web fusiona els serveis, comunitats i canvis de moneda de diversos mons virtuals, intentant crear vincles entre ells.
Segons diverses fonts, incloent un títol a l'octubre de 2009 a la Avenue Magazine, Anshe Chung es va unir als fundadors de Skype com a inversora clau a càrrec del desenvolupador 3D de jocs de la moda Frenzoo.
Dins 2010, Anshe Chung va ajudar a fundar una escola d'avatars 3D, en la qual s'utilitza tecnologia virtual per crear entorns immersius d'ensenyament de la llengues.
El 2012, l'Escola d'Avatars 3D va guanyar el premi Red Herring Asia 100 i el Red Herring Global 100, mentre Frenzoo va crear un hit a Androide i iOS amb 4l primer joc de moda 3D, Style Me Girl.
A principis de 2014, Anshe Chung Limited hi havia adquirit unseguir d'inversions de startups d'internet i tecnologia incloent-hi Sellfy, Beyond Games, Makibox, IMVUCE, i ArtsCraft Entertainment, creador del joc MMORPG Crowfall.

## Atacs virtuals
El desembre del 2006, mentre realitzava una entrevista per a CNET amb Daniel Terdiman sobre els seus actius econòmics, l'estudi virtual on va tenir lloc l'entrevista va ser bombardejat per penis volants animats. Els hackers van aconseguir interrompre l'entrevista i Chung es va veure obligada a traslladar-se a un altre lloc i, finalment, va el simulador va fallar completament. El vídeo i les imatges de l'incident es van publicar al lloc web Something Awful i l'incident va rebre atenció en alguns blogs i webs de notícies en línia.
Aquest atac dins Second Life va esdevenir el model per un atac de penis voladors en la vida real al campió mundial d'escacs i candidat a la presidència rusa Garry Kasparov.